# Vlag van Sevilla
De vlag van de Spaanse provincie Sevilla bestaat uit een groen veld met in het midden het provinciale wapen. De vlag werd op 30 september 2014 door de provinciale raad zijn ingediend bij het directoraat-generaal van het lokale bestuur, zijn voorgeschreven bij een resolutie die op 17 december 2014 is goedgekeurd door het directoraat-generaal van het lokale bestuur en op 30 december 2014 is gepubliceerd in het officiële publicatieblad van Andalusië. Er is ook een afbeelding van de vierkante versie van de vlag.
|  |  |

De centrale elementen zijn de figuren van koning Ferdinand III van Castilië, de heilige Isidorus van Sevilla en de heilige Leander van Sevilla, omlijst door gekanteelde gouden bogen, gemetseld in sabel (zwart) op een veld van azuur (blauw) met een veld van sinopel (groen) met het motto van de stad Sevilla (NO8DO) geschreven in gouden letters.
Het geheel wordt omringd door een ketting bestaande uit tien schilden, die de wapens zijn van de steden in Sevilla die aan het hoofd stonden van de gerechtelijke arrondissementen in het jaar dat het wapen werd gecreëerd: Carmona, Utrera, Cazalla de la Sierra, Lora del Río, Sanlúcar la Mayor, Estepa, Marchena, Morón de la Frontera, Osuna en Écija.
Op de bel een antieke koningskroon, open, bestaande uit een gouden cirkel bezet met edelstenen die acht fleurons ondersteunt, waarvan er vijf zichtbaar zijn, geïnterpoleerd met parels.